# François Thibault
 (juillet 2021).
La mise en forme du texte ne suit pas les recommandations de Wikipédia : il faut le « wikifier ».
Les points d'amélioration suivants sont les cas les plus fréquents :
- Les titres sont pré-formatés par le logiciel. Ils ne sont ni en capitales, ni en gras.
- Le texte ne doit pas être écrit en capitales (les noms de famille non plus), ni en gras, ni en italique, ni en « petit »…
- Le gras n'est utilisé que pour surligner le titre de l'article dans l'introduction, une seule fois.
- L'italique est rarement utilisé : mots en langue étrangère, titres d'œuvres, noms de bateaux, etc.
- Les citations ne sont pas en italique mais en corps de texte normal. Elles sont entourées par des guillemets français : « et ».
- Les listes à puces sont à éviter, des paragraphes rédigés étant largement préférés. Les tableaux sont à réserver à la présentation de données structurées (résultats, etc.).
- Les appels de note de bas de page (petits chiffres en exposant, introduits par l'outil «  Source ») sont à placer entre la fin de phrase et le point final[comme ça].
- Les liens internes (vers d'autres articles de Wikipédia) sont à choisir avec parcimonie. Créez des liens vers des articles approfondissant le sujet. Les termes génériques sans rapport avec le sujet sont à éviter, ainsi que les répétitions de liens vers un même terme.
- Les liens externes sont à placer uniquement dans une section « Liens externes », à la fin de l'article. Ces liens sont à choisir avec parcimonie suivant les règles définies. Si un lien sert de source à l'article, son insertion dans le texte est à faire par les notes de bas de page.
- La présentation des références doit suivre les conventions bibliographiques. Il est recommandé d'utiliser les modèles {{Ouvrage}}, {{Chapitre}}, {{Article}}, {{Lien web}} et/ou {{Bibliographie}}. Le mode d'édition visuel peut mettre en forme automatiquement les références.
- Insérer une infobox (cadre d'informations à droite) n'est pas obligatoire pour parachever la mise en page.

Pour une aide détaillée, merci de consulter Aide:Wikification.
Si vous pensez que ces points ont été résolus, vous pouvez retirer ce bandeau et améliorer la mise en forme d'un autre article.
François Thibault, également connu sous le nom de « caporal Thibault », est un sapeur-pompier de Paris né le 9 février 1835 à Châtillon-sur-Cher et mort le 22 mai 1881 à Saint-Mandé.

## Carrière militaire

### Passage dans l'armée
Il est affecté pendant trois années au 96e régiment d'infanterie.

### Passage chez les sapeurs-pompiers

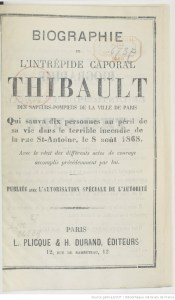
Biographie de l'intrépide caporal Thibault.

Il entre au bataillon le 1er mai 1859, en tant que sapeur de deuxième classe.
Lors de l'incendie des établissements de produits chimiques Dubosc & Cie, le 27 septembre 1865, il reçoit la médaille militaire pour avoir à trois reprises risqué sa vie en sauvant des objets de valeur.
D'autre part, il est victime d'une vilaine morsure à la main gauche en sauvant un chien, apeuré, réfugié sur un toit le 15 juillet 1868. Craignant que l'animal ne soit enragé, il fut cautérisé immédiatement, ce qui lui laissa une large cicatrice apparente. Et c'est avec cette main blessée, enveloppée dans un linge, qu'il va écrire une page de l'histoire du corps des sapeurs-pompiers de Paris.

## Les sauvetages du8 août 1868

### L'incendie
C'est au no 124 de la rue Saint-Antoine, en plein cœur de Paris, qu'une boutique portant l'enseigne « La truie qui file » prend feu. Aussitôt, les pompiers les plus proches, de la caserne Sévigné, sont alertés.
Les pompes à bras sont mises en place. Certains locataires ont réussi à s'échapper. Cependant, le brasier a pris au piège de nombreux habitants en rendant l'escalier impraticable. De nombreuses victimes se manifestent aux fenêtres. 

### L'héroïsme du caporal

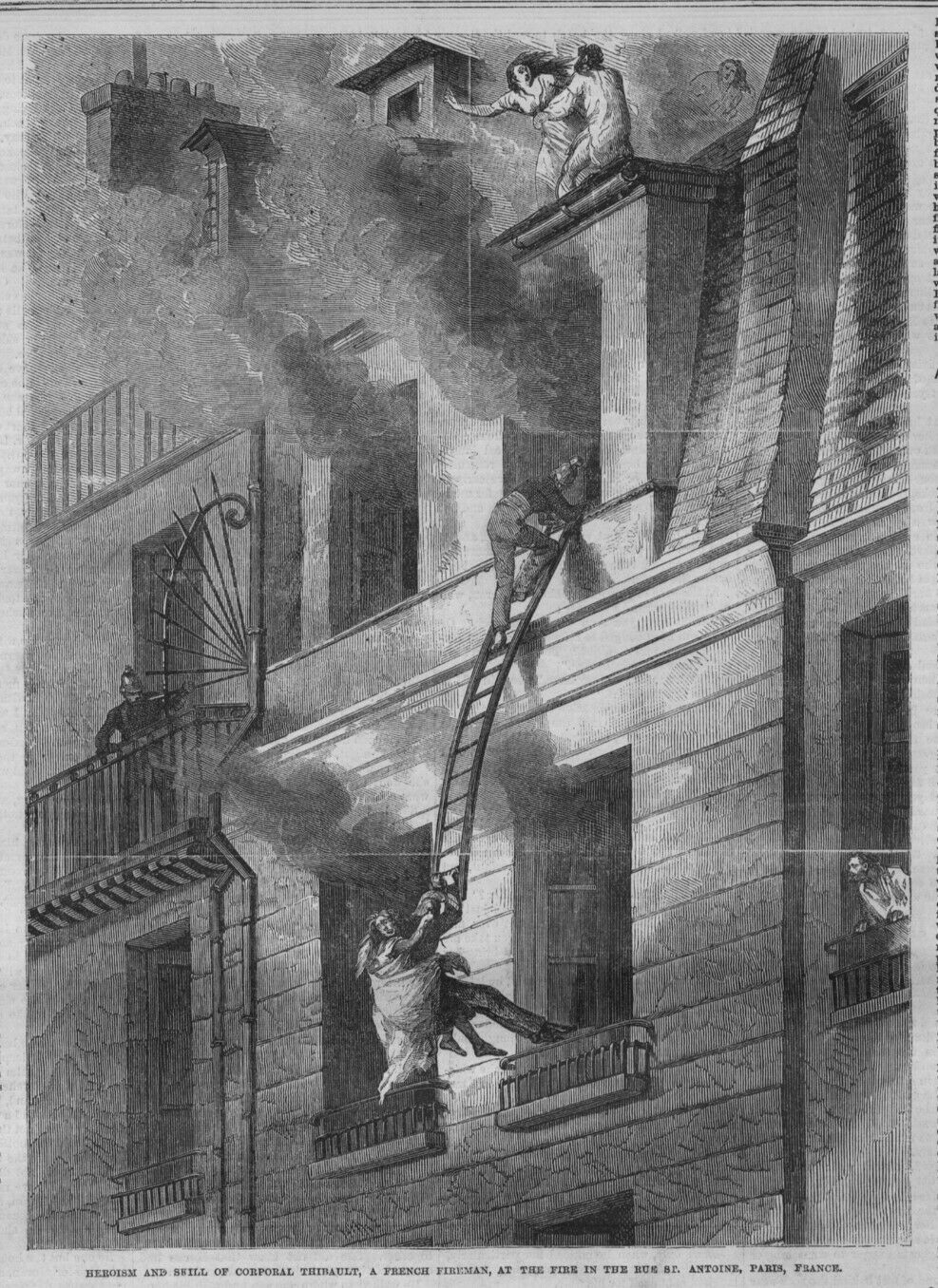
Le sauvetage du caporal Thibault - 8 août 1868.

Le seul moyen d'accéder aux étages c'est avec un outil propre aux pompiers de Paris : l'échelle à crochets.
C'est alors que le caporal Thibault s'élance avec courage sur son échelle et réalise dix sauvetages. Le dernier étant le plus difficile et le plus dangereux, celui de la dame Folias au cinquième étage. Il n'hésite pas une seconde et par une succession d'habiles mouvements de gymnastique, il parvient à la sauver.

## La gloire et la célébrité
L'empereur Napoléon III le décore en personne. Il est fait chevalier de la Légion d'honneur le 14 août 1868,.
Il devient par la suite extrêmement populaire et suscite l'admiration.
Il est depuis un modèle, et ses actes sont enseignés aux jeunes recrues de la brigade.

## Le retour à la vie civile
Il quitte le régiment en 1869, et il obtient le poste d'adjudant des gardiens de la Banque de France.

## Vie privée et mort
Marié à Maria Joséphine Doux en 1870, il a eu trois enfants :
- Frédéric Léon Thibault (1871-1902), qui a eu un fils, André Thibault, caporal au 10e régiment d'infanterie et mort pour la France le 14 mars 1916 à l'âge de 19 ans[10];
- Georges Pierre Joseph Thibault (1874-1949) ;
- Marguerite Célestine Thibault (1878-1918).

Il meurt de maladie le 22 mai 1881.
Son cénotaphe est au cimetière du Montparnasse, mais sa tombe est au cimetière de Montmartre.

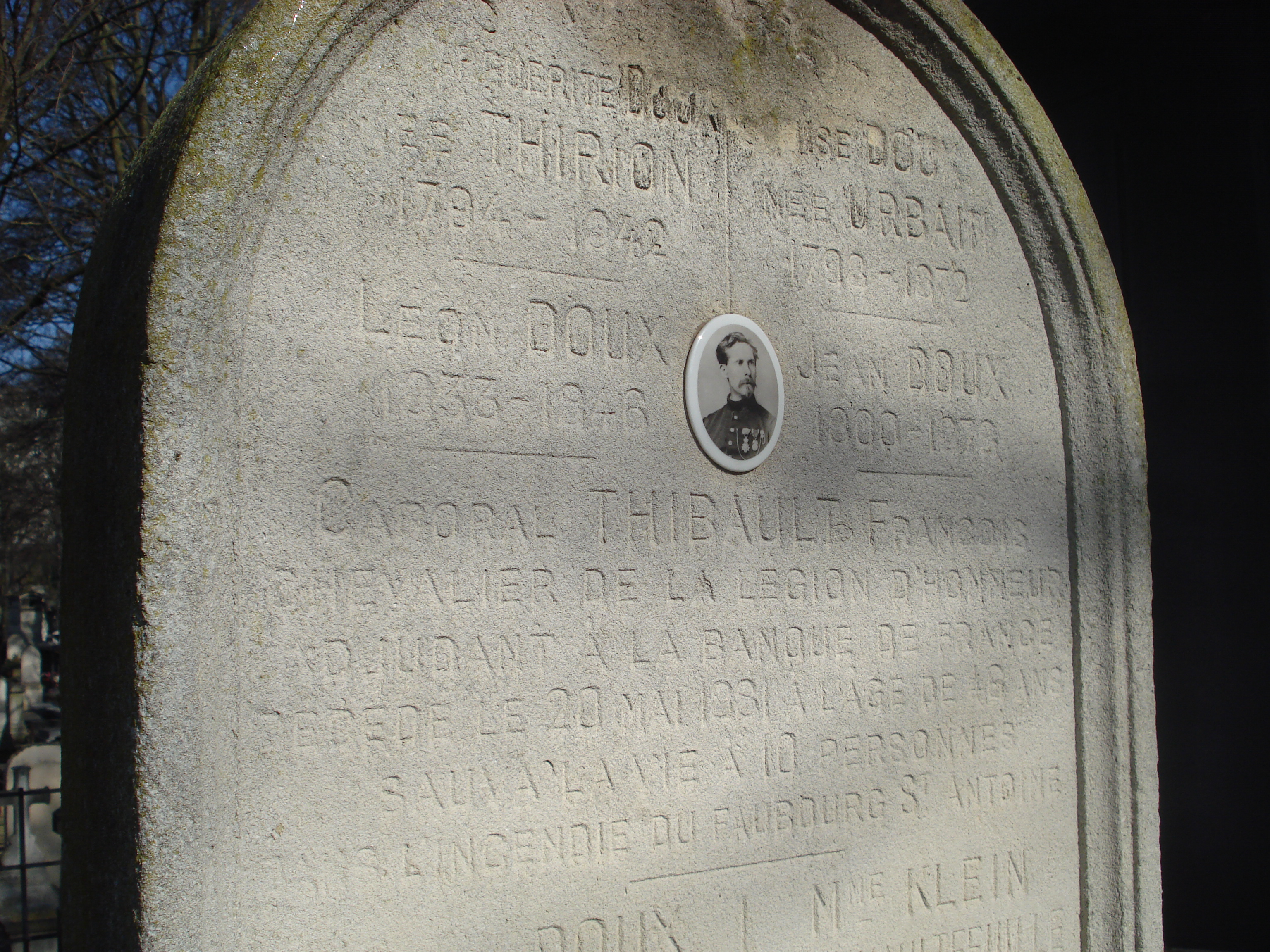
Tombe de François Thibault au cimetière de Montmartre.

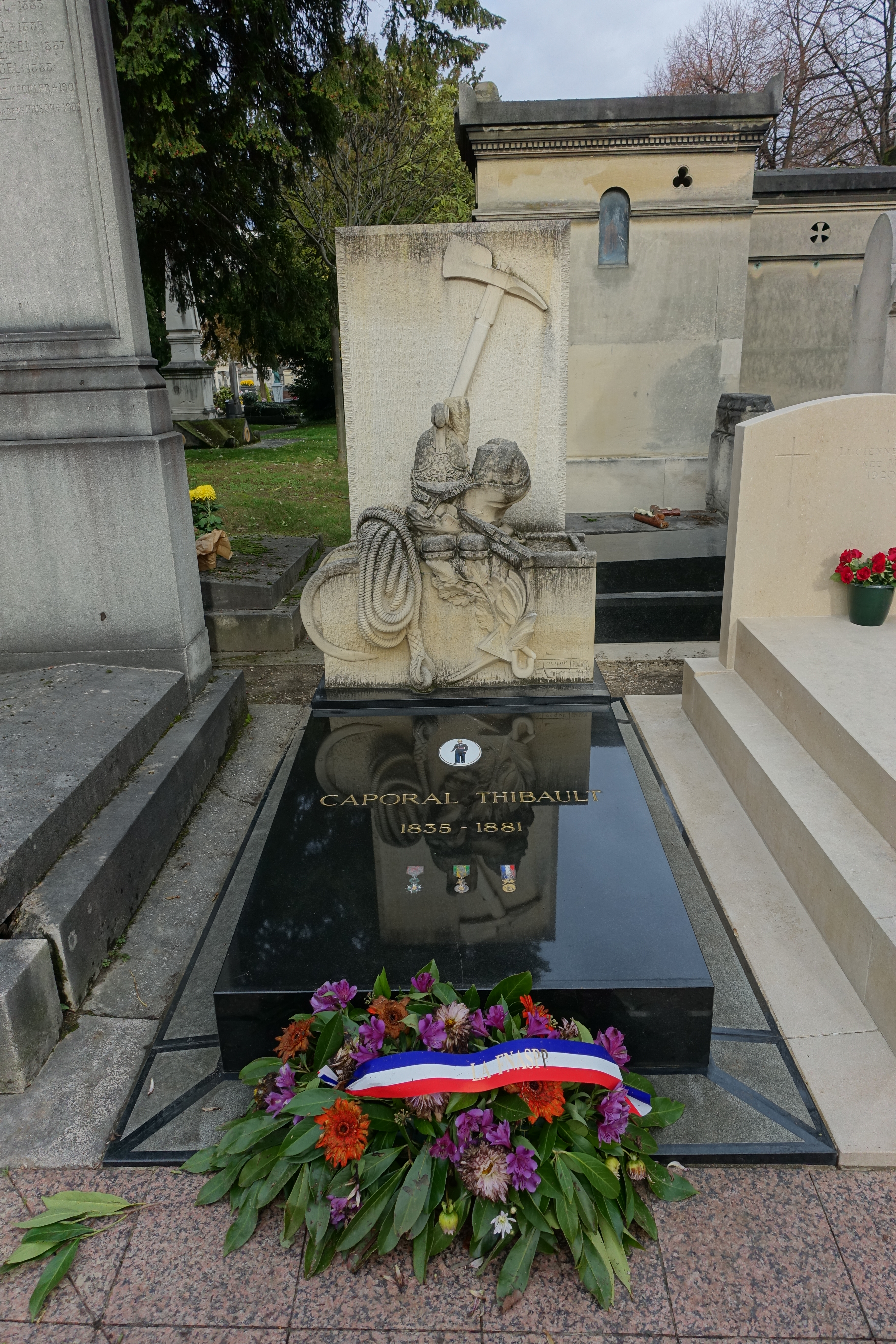
Cénotaphe du caporal Thibault. Créé et sculpté par l'Adjudant-Chef Philippe Facquet, ancien Sapeur-Pompier de Paris.

## Distinctions
- Chevalier de la Légion d'honneur (1868)
- Médaille militaire
- Médaille d'honneur pour acte de courage et de dévouement, or